# 수영 혼계영 200m 대한민국 기록 추이
수영 혼계영 200m 대한민국 기록 추이는 다음과 같다.

## 남자
| # | 기록        | 차이     | 선수                           | 소속     | 날짜         | 대회명                | 개최지        | 경기장      | 주석 및 기타   | 동영상 |
|   | 1분 48초 79 | -        |                                | 한국체대 | 1990. 04. 06 | 제45회 전국 수영 대회 | 대한민국 대구 | 두류 수영장 | 종전 1분49초19 |        |
|   | 1분 48초 00 | - 0.79초 | 지상준, 최종화, 이윤안, 강기택 |          | 1993. 03. 18 | 제48회 전국 수영 대회 | 대한민국 대구 | 두류 수영장 |                |        |

## 여자
| # | 기록        | 차이      | 선수                           | 소속          | 날짜         | 대회명                     | 장소             | 주석 및 기타                  | 동영상 |
|   | 2분 01초 10 | - 1.41초* | 최수민, 변주미, 박지희, 이지현 | 서울체고      | 1988. 05. 01 | 제53회 회장배 수영 대회    | 부산 사직 수영장 | 종전 89년 대표팀. 2분 02초 51 |        |
|   | 2분 00초 33 | - 0.77초  | 이도륜, 윤혜준, 정승연, 최지연 | 경기도 선발팀 | 2011. 05. 30 | 제40회 전국 소년 체육 대회 | 창원 실내수영장  |                               |        |

## 같이 보기
- 수영 혼계영 200m 세계 기록 추이